# 7042 Карвер
7042 Карвер (7042 Carver) — астероїд головного поясу, відкритий 24 березня 1933 року.
Тіссеранів параметр щодо Юпітера — 3,566.